# Rona Cup 2005
Rona Cup 2005 byl hokejový turnaj konající se v Trenčíně v roce 2005. Pohár začínal 11. srpna a končil 13. srpna. Titul získal poprvé ve své historii HC ZPS Barum Zlín.

## Výsledky a tabulka
| Pozice | Tým               | Z | V | R | P | GS | GI | B |
| ------ | ----------------- | - | - | - | - | -- | -- | - |
| 1.     | HC ZPS Barum Zlín | 3 | 2 | 1 | 0 | 9  | 6  | 5 |
| 2.     | HC Košice         | 3 | 1 | 1 | 1 | 4  | 3  | 3 |
| 3.     | HC Dukla Trenčín  | 3 | 1 | 1 | 1 | 8  | 7  | 3 |
| 4.     | HKm Zvolen        | 3 | 1 | 1 | 1 | 10 | 10 | 3 |
| 5.     | HC Petra Vsetín   | 3 | 0 | 2 | 1 | 6  | 8  | 2 |
| 6.     | HC Oceláři Třinec | 3 | 1 | 0 | 2 | 5  | 8  | 2 |

Při rovnosti bodů rozhoduje rozdíl skóre
|  | HKm Zvolen | 2 : 2                                   | HC Petra Vsetín |  |
|  | HKm Zvolen | (1:1, 1:1, 0:0), samostatné nájezdy 1:1 | HC Petra Vsetín |  |

| Souhrn zápasu | Souhrn zápasu     | Souhrn zápasu | Souhrn zápasu | Souhrn zápasu |
| ------------- | ----------------- | ------------- | ------------- | ------------- |
|               | Majeský Škvaridlo |               | Demel Mrázek  |               |

|  | HC Košice | 0 : 0                                                                     | HC ZPS Barum Zlín |  |
|  | HC Košice | (0:0, 0:0, 0:0), samostatné nájezdy 2:1 proměnili (Hvila, Bulík - Blaťák) | HC ZPS Barum Zlín |  |

| Souhrn zápasu | Souhrn zápasu | Souhrn zápasu | Souhrn zápasu | Souhrn zápasu |
| ------------- | ------------- | ------------- | ------------- | ------------- |
|               |               |               |               |               |

|  | HC Dukla Trenčín | 3 : 1                                   | HC Oceláři Třinec |  |
|  | HC Dukla Trenčín | (0:1, 2:0, 1:0), samostatné nájezdy 1:3 | HC Oceláři Třinec |  |

| Souhrn zápasu | Souhrn zápasu       | Souhrn zápasu | Souhrn zápasu | Souhrn zápasu |
| ------------- | ------------------- | ------------- | ------------- | ------------- |
|               | Huževka Ivan Hanzal |               | Petrakov      |               |

|  | HC Košice | 1 : 2                                   | HC Oceláři Třinec |  |
|  | HC Košice | (1:1, 0:0, 0:1), samostatné nájezdy 1:1 | HC Oceláři Třinec |  |

| Souhrn zápasu | Souhrn zápasu | Souhrn zápasu | Souhrn zápasu     | Souhrn zápasu |
| ------------- | ------------- | ------------- | ----------------- | ------------- |
|               | Kmiť          |               | Martynek Petrakov |               |

|  | HKm Zvolen | 4 : 6                                   | HC ZPS Barum Zlín |  |
|  | HKm Zvolen | (1:1, 1:3, 2:2), samostatné nájezdy 2:2 | HC ZPS Barum Zlín |  |

| Souhrn zápasu | Souhrn zápasu           | Souhrn zápasu | Souhrn zápasu                                   | Souhrn zápasu |
| ------------- | ----------------------- | ------------- | ----------------------------------------------- | ------------- |
|               | Babka 2x T.Jaško Paciga |               | Záhorovský Kristek Špilár Okál Balaštík Barinka |               |

|  | HC Dukla Trenčín | 3 : 3                                   | HC Petra Vsetín |  |
|  | HC Dukla Trenčín | (1:1, 1:1, 1:1), samostatné nájezdy 1:3 | HC Petra Vsetín |  |

| Souhrn zápasu | Souhrn zápasu      | Souhrn zápasu | Souhrn zápasu       | Souhrn zápasu |
| ------------- | ------------------ | ------------- | ------------------- | ------------- |
|               | Kóňa 2x Melichárek |               | Ambruz Mrázek Demel |               |

|  | HKm Zvolen | 4 : 2                                   | HC Oceláři Třinec |  |
|  | HKm Zvolen | (2:2, 0:0, 2:0), samostatné nájezdy 0:3 | HC Oceláři Třinec |  |

| Souhrn zápasu | Souhrn zápasu                 | Souhrn zápasu | Souhrn zápasu | Souhrn zápasu |
| ------------- | ----------------------------- | ------------- | ------------- | ------------- |
|               | Lalka Paciga Šechný Weissmann |               | Výtisk Vítek  |               |

|  | HC Košice | 3 : 1                                   | HC Petra Vsetín |  |
|  | HC Košice | (0:0, 2:1, 1:0), samostatné nájezdy 1:2 | HC Petra Vsetín |  |

| Souhrn zápasu | Souhrn zápasu           | Souhrn zápasu | Souhrn zápasu | Souhrn zápasu |
| ------------- | ----------------------- | ------------- | ------------- | ------------- |
|               | Vostřák Krayzel Horáček |               | Sakrajda      |               |

|  | HC Dukla Trenčín | 2 : 3                                   | HC ZPS Barum Zlín |  |
|  | HC Dukla Trenčín | (1:1, 0:1, 1:1), samostatné nájezdy 1:1 | HC ZPS Barum Zlín |  |

| Souhrn zápasu | Souhrn zápasu        | Souhrn zápasu | Souhrn zápasu         | Souhrn zápasu |
| ------------- | -------------------- | ------------- | --------------------- | ------------- |
|               | Jur.Liška Melichárek |               | Barinka Rachůnek Okál |               |